# Lygniodes proutae
Lygniodes proutae är en fjärilsart som beskrevs av Gustaaf Hulstaert 1924. Lygniodes proutae ingår i släktet Lygniodes och familjen nattflyn. Inga underarter finns listade i Catalogue of Life.